# Капитулација (предаја)
Капитулација (лат.  — „мала глава или одјељење”; лат.  — „лијечење под условима”) споразум је током рата за предају непријатељској оружаној сили одређеног органа трупа, града или територије.
То је обичан ратни инцидент, па стога нису потребна претходна упутства власти оружане силе којој се врши предаја прије коначног одређивања услова капитулације. Најчешћи од услова су слобода вјероисповијести и сигурност приватне својине с једне стране и обећање да се оружје неће носити у одређеном року с друге стране.
Такви споразуми могу се исхитрено закључити са нижим официром, на чији ауторитет непријатељ, у стварним условима рата, нема право да се ослања. Када споразум сачини службеник који нема одговарајуће овлашћење или који је прекорачио границе својих овлашћења и да би био обавезујући мора се потврдити изричитом или прећутном ратификацијом.
Члан 35 Хашке конвенције (1899) о законима и обичајима ратовања прописује да капитулације договорене између уговорних страна морају бити у складу са правилима војне части. Када се једном договори, обје стране је морају поштовати.

## Берзанска капитулација
На финансијским тржиштима, „капитулација” описује „одустајање” од тржишта или „предавање” медвједству (песимизму) до мјере која укључује „паничну” продају.